# Keuchingerbach
Der Keuchingerbach ist ein gut ein Kilometer langer, linker und nordnordwestlicher Zufluss des Braschbachs im saarländischen Landkreis Merzig-Wadern.

## Geographie

### Verlauf
Der Keuchingerbach entspringt nordwestlich von nördlich des Mettlacher Teilorts Keuchingen auf einer Höhe von etwa 335 m ü. NHN in einem Mischwald am südöstlichen Fuße des Leuker Kopfs. Der Bach fließt zunächst, begleitet von der L 176 in südöstlicher Richtung durch den Wald und mündet schließlich auf einer Höhe von etwa 198 m ü. NHN am Nordrand von Keuchingen von links in den aus dem Westen heranziehenden Braschbach.

### Einzugsgebiet
Das Einzugsgebiet des Keuchingerbachs liegt im Mettlacher Saarengtal und ist zum größten Teil vom Ludowinus Wald bedeckt.
Seine Entwässerung erfolgt über den Braschbach, die Saar, die Mosel und den Rhein in die Nordsee.
Die höchste Erhebung ist der etwa  414 m hohen Leuker Kopf. Die Bodenablagerungen werden von den lehmreichen Mittellagen und ausgedehnte Hangschuttdecken aus dem Quartär geprägt.